# Mandoline (Debussy)
Pour les articles homonymes, voir Mandoline (homonymie).
Mandoline est une mélodie pour voix et piano de Claude Debussy composée en 1882 sur un poème de Paul Verlaine.

## Présentation
Mandoline est daté du 15 novembre 1882 et composé sur un texte de Paul Verlaine extrait du recueil Fêtes galantes (Paris, Lemerre, 1869, p. 33-34),. Debussy est l'un des tout premiers compositeurs à mettre en musique les poèmes de Verlaine.
L'incipit de l'œuvre est : « Les donneurs de sérénades ».
La mélodie est dédiée à Marie Vasnier, soprano colorature et première muse du compositeur.
Avec quatre autres mélodies, Debussy intègre Mandoline à une suite sous le titre de « Fêtes galantes » dans le recueil manuscrit « Chansons » qu'il offre fin 1884 à Mme Vasnier, avec l'envoi suivant : « À Madame Vasnier/Ces chansons qui n'ont jamais/vécues que par elle, et qui perdront/leur grâce charmeresse si jamais plus/elles ne passent par sa bouche/de fée mélodieuse./l'auteur éternellement/reconnaissant/CD. ».
L'ordre de la suite est :
1. Pantomime
2. En sourdine
3. Mandoline
4. Clair de lune
5. Fantoches

Un des manuscrits autographes, Ms. 17716 (1), est conservé à la BnF (no 3 du « recueil Vasnier », ancienne collection Henry Prunières). Un autre est conservé à l'Université Harvard (Houghton Library), daté « Vienne, 15 novembre 82 », un autre, avec les neuf premières mesures sur le manuscrit d'En sourdine à la Pierpont Morgan Library, un autre, enfin, est de localisation inconnue, de quatre pages également datées « Vienne, 15 novembre » (vente à l'Hôtel Drouot du 23 octobre 1898).
La mélodie est publiée dans une version révisée dans la Revue illustrée du 1er septembre 1890 ainsi que par Durand la même année,, puis, toujours chez Durand, en 1905 (avec paroles anglaises) et 1906 dans un recueil de Douze chants avec paroles anglaises pour voix élevées et pour voix graves, et en 1907 avec paroles allemandes.
La musique de la mélodie a été utilisée par Debussy pour les vœux de l'année 1883 à Mme Vasnier, avec les paroles « Je vous la souhaite bonne et heureuse ».
Le musicologue Roger Nichols relève que dans la partition le compositeur traite le piano comme une mandoline, en y apportant « un réalisme novateur tant dans l’appel initial à l’attention à partir duquel émerge une myriade de continuations possibles que dans les quintes à vide qui s’ensuivent. La ligne vocale initiale ne réapparaît pas avant la strophe finale, permettant à Debussy de réaliser un semblant de rime entre « chanteuses » et « brises », en une phrase musicale merveilleusement flottante et chromatique. Les puristes désapprouveront peut-être les derniers « la la » qui ne figurent pas dans l’original verlainien, mais par sa réalisation, Debussy ne désarme-t-il la critique ? Voici la première de ses conclusions idiosyncrasiques qui s’éteignent progressivement ; l’intensité culmine dans la reprise de l’appel initial à l’attention [...] avec la pédale douce : une touche merveilleuse, interrogeant « est-ce donc cela ? » ».
La durée moyenne d'exécution de la pièce est d'une minute trente environ.
Dans le catalogue des œuvres du compositeur établi par le musicologue François Lesure, Mandoline porte le numéro L 43 (29).

## Discographie
- Debussy : mélodies de jeunesse, Donna Brown (soprano) et Stéphane Lemelin (piano), ATMA Classique, 2001.
- Debussy Songs vol. 1, Christopher Maltman (en) (baryton) et Malcolm Martineau (piano), Hyperion Records CDA67357, 2003.
- Claude Debussy : intégrale des mélodies, 4 CD, Liliana Faraon et Magali Léger (sopranos), Marie-Ange Todorovitch (mezzo-soprano), Gilles Ragon (ténor), François Le Roux (baryton), Jean-Louis Haguenauer (piano), Ligia Digital, 2014[7],[8].
- Debussy Songs vol. 4, Lucy Crowe (en) (soprano) et Malcolm Martineau (piano), Hyperion Records CDA68075, 2018.
- Claude Debussy : The complete works, Warner Classics, 2018[9] :
  - CD 19 : version Vasnier (1882), Magali Léger (soprano) et Jean-Louis Haguenauer (piano) ;
  - CD 21 : version publiée (1890), Philippe Jaroussky (contreténor) et Jérôme Ducros (piano).